# Piacenza Calcio 1919 2018-2019
Questa voce raccoglie le informazioni riguardanti il Piacenza Calcio 1919 nelle competizioni ufficiali della stagione 2018-2019.

## Stagione
La stagione 2018-2019 è quella del centenario del Piacenza, parte con ambizioni da parte dei biancorossi di Arnaldo Franzini. Durante il mercato di Gennaio viene rivoluzionato l’attacco biancorosso, Pesenti passa al Pisa e Romero al Südtirol. Al loro posto arrivano Giovanni Terrani dal Perugia e l'argentino Franco Ferrari dal Brescia, oltre al difensore Matteo Bachini dallo Spezia. La truppa biancorossa parte forte con tre vittorie di fila, al termine del girone di andata è prima con 36 punti. La lotta per la promozione con l'Entella è spasmodica, a tre giornate dal termine si recupera la gara con i liguri, il Piacenza in ritardo di un punto vince con un tuffo di testa di Alessio Sestu, ora c'è un piccolo vantaggio da difendere con Olbia e Siena per tornare in B. Invece in toscana si consuma un dramma sportivo per i tremila piacentini giunti nella Città del Palio, il Siena vince (2-0) e la vittoria dell'Entella allo scadere con la Carrarese, manda i liguri in Serie B, il Piacenza è secondo ad un punto, 74 a 75. Restano solo i Play-off che prevedono due promozioni. Il Piacenza entra in gioco nei quarti, ma di fatto sono semifinali, piega con affanno l'Imolese, in finale c'è il Trapani, (0-0) al Garilli e (2-0) per i siciliani che salgono in Serie B, per il Piacenza secondo amaro boccone, di una stagione comunque oltre le aspettative della vigilia.

## Divise e sponsor
Oltre alle tradizionali tre maglie da gioco, questa stagione in occasione del centenario è stata lanciata una nuova maglia celebrativa. La maglia, dallo stile rétro, è stata prodotta in soli 1919 pezzi ed ha avuto un grande successo commerciale.
Gli sponsor sulle magliette sono: Altro Village e Polenghi per prima e terza, Lpr e Polenghi per la seconda. Sul retro della maglia del centenario vi è inoltre lo sponsor Steel, lo sponsor tecnico rimane la Macron.
| Casa | Trasferta | Terza maglia |

## Rosa
Rosa aggiornata al 14 gennaio 2019.
| N. |                      | Ruolo | Calciatore                        |
| -- | -------------------- | ----- | --------------------------------- |
| 1  | Italia (bandiera)    | P     | Ermanno Fumagalli                 |
| 2  | Senegal (bandiera)   | A     | Youssouph Cheikh Sylla            |
| 3  | Italia (bandiera)    | D     | Cristian Cauz                     |
| 4  | Italia (bandiera)    | D     | Antonio Pergreffi (vice capitano) |
| 5  | Italia (bandiera)    | D     | Davide Bertoncini                 |
| 6  | Italia (bandiera)    | D     | Jacopo Silva (capitano)           |
| 7  | Italia (bandiera)    | C     | Alessio Sestu                     |
| 8  | Italia (bandiera)    | C     | Gianluca Nicco                    |
| 9  | Argentina (bandiera) | A     | Franco Ferrari                    |
| 10 | Italia (bandiera)    | C     | Mattia Corradi                    |
| 11 | Italia (bandiera)    | A     | Simone Corazza                    |
| 12 | Italia (bandiera)    | P     | Andrea Verderio                   |
| 16 | Italia (bandiera)    | D     | Giulio Mulas                      |

| N. |                   | Ruolo | Calciatore         |
| -- | ----------------- | ----- | ------------------ |
| 17 | Italia (bandiera) | C     | Filippo Porcari    |
| 18 | Italia (bandiera) | C     | Simone Della Latta |
| 19 | Italia (bandiera) | D     | Matteo Bachini     |
| 20 | Italia (bandiera) | A     | Davide Di Molfetta |
| 21 | Italia (bandiera) | C     | Matteo Marotta     |
| 22 | Italia (bandiera) | P     | Tomasch Calore     |
| 23 | Italia (bandiera) | C     | Emanuele Spinozzi  |
| 24 | Italia (bandiera) | D     | Michele Troiani    |
| 25 | Italia (bandiera) | D     | Luca Barlocco      |
| 28 | Italia (bandiera) | A     | Niccolò Romero     |
| 30 | Italia (bandiera) | P     | Filippo Ansaldi    |
| 31 | Italia (bandiera) | A     | Giovanni Terrani   |
| 33 | Italia (bandiera) | A     | Leonardo Perez     |

## Risultati

### Serie C

#### Girone di andata
| Arbitro: | Camplone (Pescara) |

|                      |           |             |
| Pergreffi 41’ (aut.) | Marcatori | 71’ Pesenti |

| Arbitro: | Collu (Cagliari) |

|                           |           |  |
| Romero 25’ Bertoncini 54’ | Marcatori |  |

| Arbitro: | Tremolada (Monza) |

|                                          |           |                                       |
| Messias 25’ M. Rolando 29’, 45+3’ (rig.) | Marcatori | 50’, 80’ (rig.), 90’ Romero 74’ Sylla |

| Arbitro: | Paterna (Teramo) |

|                                           |           |  |
| Romero 33’ (rig.) Corradi 73’ Pesenti 85’ | Marcatori |  |

| Arbitro: | Guida (Salerno) |

|  |           |                           |
|  | Marcatori | 51’, 59’ Cacia 89’ Eusepi |

| Arbitro: | De Angeli (Abbiategrasso) |

|                       |           |          |
| Martignago 86’ (rig.) | Marcatori | 5’ Nicco |

| Arbitro: | Gariglio (Pinerolo) |

|                              |           |                   |
| Barlocco 56’ Della Latta 69’ | Marcatori | 85’ (rig.) Tavano |

| Arbitro: | Monaldi (Macerata) |

|              |           |                                               |
| Disabato 56’ | Marcatori | 31’ Della Latta 49’, 69’ Pesenti 90+5’ Fedato |

| Arbitro: | Sozza (Seregno) |

|           |           |  |
| Sestu 68’ | Marcatori |  |

| Arbitro: | Cipriani (Empoli) |

|  |           |                           |
|  | Marcatori | 13’ Di Molfetta 39’ Sestu |

| 11 novembre 2018, ore 20:30 CET 11ª giornata | Piacenza | – Partita annullata per l'esclusione del Pro Piacenza dal campionato. | Pro Piacenza |  |

| Arbitro: | Feliciani (Teramo) |

|                          |           |  |
| Luperini 19’ (rig.), 56’ | Marcatori |  |

| Arbitro: | Marchetti (Ostia Lido) |

|  |           |                                |
|  | Marcatori | 73’ M. Sala 75’ Brunori Sandri |

| Arbitro: | G. Miele (Nola) |

|  |           |                                    |
|  | Marcatori | 19’ Di Molfetta 72’ (rig.) Pesenti |

| Arbitro: | Donda (Cormons) |

|                                   |           |                  |
| Silva 38’ Troiani 67’ Corradi 82’ | Marcatori | 32’ (rig.) Sanna |

| Cuneo 13 dicembre 2018, ore 14:30 CET 16ª giornata | Cuneo              | 0 – 0 referto | Piacenza | Stadio Fratelli Paschiero (400 spett.)\| Arbitro: \| Marcenaro (Genova) \| |
| Arbitro:                                           | Marcenaro (Genova) |               |          |                                                                            |

| Arbitro: | Moriconi (Roma) |

|          |           |  |
| Nicco 9’ | Marcatori |  |

| Arbitro: | D. Miele (Torino) |

|  |           |                |
|  | Marcatori | 35’ Bertoncini |

| Arbitro: | Ayroldi (Molfetta) |

|  |           |                    |
|  | Marcatori | 44’ (rig.) Gliozzi |

#### Girone di ritorno
| Arbitro: | Robilotta (Sala Consilina) |

|  |           |           |
|  | Marcatori | 81’ Morra |

| Arbitro: | Vigile (Cosenza) |

|             |           |                |
| Mannini 62’ | Marcatori | 42’ F. Ferrari |

| Arbitro: | Guida (Salerno) |

|                                   |           |                        |
| Corradi 48’ F. Ferrari 76’ (rig.) | Marcatori | 61’ (aut.) Di Molfetta |

| Arbitro: | Sozza (Seregno) |

|                  |           |                              |
| Pesenti 18’, 35’ | Marcatori | 40’ (rig.) Terrani 42’ Nicco |

| Novara 3 febbraio 2019, ore 18:30 CET 24ª giornata | Novara         | 0 – 0 referto | Piacenza | Stadio Silvio Piola (2 818 spett.)\| Arbitro: \| Curti (Milano) \| |
| Arbitro:                                           | Curti (Milano) |               |          |                                                                    |

| Arbitro: | Cascone (Castellammare di Stabia) |

|                       |           |                       |
| F. Ferrari 33’ (rig.) | Marcatori | 29’ (aut.) Corsinelli |

| Arbitro: | G. Miele (Nola) |

|  |           |                              |
|  | Marcatori | 80’ Pergreffi 90’ F. Ferrari |

| Arbitro: | Amabile (Vicenza) |

|                 |           |  |
| Della Latta 90’ | Marcatori |  |

| Arbitro: | Cipriani (Empoli) |

|                                    |           |             |
| Caturano 30’ Nizzetto 41’ Mota 49’ | Marcatori | 19’ Porcari |

| Arbitro: | Natilla (Molfetta) |

|                            |           |              |
| F. Ferrari 44’ Corradi 77’ | Marcatori | 66’ Kastanos |

| 9 marzo 2019, ore CET 30ª giornata | Pro Piacenza | 0 – 3 Partita assegnata (0-3) per l'esclusione del Pro Piacenza dal campionato. | Piacenza |  |

| Arbitro: | Marcenaro (Genova) |

|                       |           |  |
| F. Ferrari 90’ (rig.) | Marcatori |  |

| Arbitro: | De Angeli (Abbiategrasso) |

|            |           |                       |
| Foglia 26’ | Marcatori | 75’ (aut.) Burzigotti |

| Arbitro: | Di Cairano (Ariano Irpino) |

|                                                             |           |  |
| Bertoncini 3’ F. Ferrari 29’ Terrani 35’ (rig.) Porcari 69’ | Marcatori |  |

| Arbitro: | Nicoletti (Catanzaro) |

|  |           |                       |
|  | Marcatori | 73’ (rig.) F. Ferrari |

| Arbitro: | Zufferli (Udine) |

|                                   |           |             |
| F. Ferrari 45’ (rig.) Corradi 64’ | Marcatori | 5’ Bertoldi |

| Arbitro: | Vigile (Cosenza) |

|            |           |                              |
| Zanini 10’ | Marcatori | 76’ Corradi 90+2’ F. Ferrari |

| Arbitro: | Meraviglia (Pistoia) |

|                                     |           |                |
| Corradi 37’ Terrani 60’ (rig.), 84’ | Marcatori | 13’, 48’ Ceter |

| Arbitro: | Camplone (Pescara) |

|                        |           |  |
| Cianci 56’ Gliozzi 65’ | Marcatori |  |

### Play-off - Fase Nazionale
| Arbitro: | Santoro (Messina) |

|  |           |                               |
|  | Marcatori | 12’ Bertoncini 69’ F. Ferrari |

| Arbitro: | Meraviglia (Pistoia) |

|                |           |                                  |
| F. Ferrari 16’ | Marcatori | 12’ Rossetti 85’ (rig.) Giovinco |

| Piacenza 8 giugno 2019, ore 20:30 CEST Finale - Andata | Piacenza          | 0 – 0 referto | Trapani | Stadio Leonardo Garilli (7 865 spett.)\| Arbitro: \| Amabile (Vicenza) \| |
| Arbitro:                                               | Amabile (Vicenza) |               |         |                                                                           |

| Arbitro: | Ayroldi (Molfetta) |

|                           |           |  |
| Nzola 21’ Taugourdeau 84’ | Marcatori |  |

### Coppa Italia
| Arbitro: | Robilotta (Sala Consilina) |

|                                             |                      |                                |
| Scoppa 105+2’ (rig.)                        | Marcatori            | 97’ Sylla                      |
| Scoppa D. Donnarumma De Franco Sounas Zampa | Tiri di rigore 5 – 3 | Porcari Marotta Sylla J. Silva |

### Coppa Italia Serie C
| Arbitro: | Giordano (Novara) |

|                                             |                      |                                       |
| Pesenti Fedato Sylla Di Molfetta Bertoncini | Tiri di rigore 3 – 4 | Sbaffo Colombi Coppola Spampatti Cali |

## Statistiche

### Statistiche di squadra
Aggiornate al 2 marzo 2019
| Competizione         | Punti                | In casa | In casa | In casa | In casa | In casa | In casa | In trasferta | In trasferta | In trasferta | In trasferta | In trasferta | In trasferta | Totale | Totale | Totale | Totale | Totale | Totale | D.R. |
| Competizione         | Punti                | G       | V       | N       | P       | GF      | GS      | G            | V            | N            | P            | GF           | GS           | G      | V      | N      | P      | GF     | GS     | D.R. |
| -------------------- | -------------------- | ------- | ------- | ------- | ------- | ------- | ------- | ------------ | ------------ | ------------ | ------------ | ------------ | ------------ | ------ | ------ | ------ | ------ | ------ | ------ | ---- |
| Serie C              | 74                   | 18      | 13      | 1       | 4       | 28      | 15      | 19           | 9            | 7            | 3            | 28           | 18           | 37     | 22     | 8      | 7      | 56     | 33     | +23  |
| Coppa Italia         | Primo turno          | 0       | 0       | 0       | 0       | 0       | 0       | 1            | 0            | 1            | 0            | 1            | 1            | 1      | 0      | 1      | 0      | 1      | 1      | 0    |
| Coppa Italia Serie C | Sedicesimi di finale | 1       | 0       | 1       | 0       | 0       | 0       | 0            | 0            | 0            | 0            | 0            | 0            | 1      | 0      | 1      | 0      | 0      | 0      | 0    |
| Totale               | 74                   | 19      | 13      | 2       | 4       | 28      | 15      | 20           | 9            | 8            | 3            | 29           | 19           | 39     | 22     | 10     | 7      | 57     | 34     | +23  |

### Andamento in campionato
| Giornata  | 1 | 2 | 3 | 4 | 5 | 6 | 7 | 8 | 9 | 10 | 11 | 12 | 13 | 14 | 15 | 16 | 17 | 18 | 19 | 20 | 21 | 22 | 23 | 24 | 25 | 26 | 27 | 28 | 29 | 30 | 31 | 32 | 33 | 34 | 35 | 36 | 37 | 38 |
| --------- | - | - | - | - | - | - | - | - | - | -- | -- | -- | -- | -- | -- | -- | -- | -- | -- | -- | -- | -- | -- | -- | -- | -- | -- | -- | -- | -- | -- | -- | -- | -- | -- | -- | -- | -- |
| Luogo     | T | C | T | C | C | T | C | T | C | C  | T  | C  | T  | C  | T  | C  | T  | C  | C  | T  | C  | T  | T  | C  | T  | C  | T  | C  | T  | C  | T  | C  | T  | C  | T  | C  | T  |    |
| Risultato | N | V | V | V | P | N | V | V | V |    | V  | P  | P  | V  | V  | N  | V  | V  | P  | P  | N  | V  | N  | N  | N  | V  | V  | P  | V  | V  | V  | N  | V  | V  | V  | V  | V  | P  |
| Posizione | 3 | 5 | 3 | 3 | 4 | 3 | 3 | 2 | 2 | 1  | 1  | 1  | 3  | 2  | 2  | 2  | 1  | 1  | 1  | 2  | 3  | 2  | 2  | 3  | 4  | 2  | 3  | 3  | 2  | 2  | 2  | 2  | 2  | 2  | 2  | 1  | 1  | 2  |

Legenda:

Luogo: C = Casa; T = Trasferta. Risultato: V = Vittoria; N = Pareggio; P = Sconfitta.